# Le Juste Prix
Le Juste Prix est un jeu télévisé français adapté du jeu américain The Price Is Right, diffusé sur TF1 du 13 décembre 1987 au 31 août 2001, puis du 27 juillet 2009 au 10 avril 2015, avec Vincent Lagaf'. Depuis le 11 mars 2024, l'émission est présentée par Éric Antoine sur M6.

## Historique

### 1987-1988: Arrivée du juste prix en France, installation du plateau au parc Mirapolis
L'émission Le Juste Prix, créée aux États-Unis sous le nom de The Price Is Right le 4 septembre 1972, arrive sur TF1 le dimanche 13 décembre 1987 à 14 h 20, présentée alors par Max Meynier. Le jeu est produit par JAC (Jacques Antoine et Compagnie), Tilt productions et Téléjeux Talbot Fremantle. Le thème musical composé par Jean Holzmann sera le premier générique de l'émission.
Du 13 décembre 1987 au 10 juillet 1988, les numéros du Juste Prix sont enregistrés au parc d'attractions Mirapolis, au Palais des Merveilles, situé dans la ville de Courdimanche dans le Val-d'Oise.
Le 16 février 1988, Max Meynier est contraint d'arrêter l'émission à la suite de problèmes de santé. Il est alors remplacé temporairement par Éric Galliano qui prend les commandes du jeu mais il l'animera seulement 5 semaines, du 21 février au 27 mars 1988.

### 1988-1998: Nouveau générique, puis déménagement du plateau aux studios de Bry Sur Marne
Le 11 juillet 1988, Patrick Roy succède à Max Meynier. À partir de cette date, le jeu devient quotidien en changeant de case horaire pour se retrouver désormais à 12 h 30, le plateau quitte le parc Mirapolis pour s'installer dans les locaux de la SFP à Bry-Sur-Marne. Une nouvelle identité musicale composée par Jean Louis Matinier et Frédéric Prin est mise en place. Ce générique sera le second de l'émission depuis son lancement en France.
Le 10 novembre 1992, Patrick Roy, souffrant d'un cancer des os, est remplacé par Philippe Risoli.

### 1998-2001: Transfert du plateau à La Plaine St-Denis, puis arrêt de l'émission
Le 31 août 1998, après 10 ans passés à Bry-Sur-Marne, le plateau s'installe au studio 107 à La Plaine Saint-Denis. Le plateau de l'émission est rafraichi avec de nouveaux décors plus modernes et un changement de générique.
Le Juste Prix est retiré de TF1 le 31 août 2001 après près de 14 ans de diffusion à la suite de la décision de TF1 et de la production Expand de ne pas reconduire le jeu malgré un large succès d'audience. La case du midi de TF1 est reprise par le jeu Attention à la marche ! produit par Hervé Hubert.

### 2009-2015: Reprise du jeu sur TF1 par Vincent Lagaf, puis second arrêt de l'émission
Après 5 ans d'absence, Hervé Hubert, ancien coproducteur du Bigdil, et à l'origine du premier retour à l'antenne de jeux rétro avec La Roue de la fortune,, propose à TF1 de reprendre Le Juste Prix,, pour une session initiale de 24 émissions, du lundi 27 juillet au vendredi 28 août 2009. Le jeu s'installe désormais à 19h05 avec comme nouveau présentateur Vincent Lagaf' et Gérard Vives en tant que voix-in. La nouvelle version a totalisé 8 saisons.
À partir du 3 septembre 2012, Gérard Vives est remplacé par une voix off nommée Monsieur le Baron et interprétée par Jean-Marc Lancelot.
Le jeu revient le 26 août 2013 avec une nouveauté principale : désormais le 3e jeu est joué en duel. Les deux candidats les plus proches du Juste Prix rejoignent l'animateur pour le jeu.
Le jeu revient pour une huitième saison du 12 janvier au 10 avril 2015. Cette saison sera la dernière de l'ère Vincent Lagaf', car TF1 a choisi d'arrêter le jeu en raison d'audiences insuffisantes. Le 13 avril 2015, TF1 installe à la place du Juste Prix sur la case de 19h, le jeu Money Drop produit par Endemol France.

### 2024: Retour du jeu sur M6 avec Éric Antoine
Le 14 décembre 2023, Guillaume Charles, directeur général des programmes de M6, annonce sur Europe 1 le retour du jeu sur la chaîne, avec Éric Antoine à la présentation confirmant des rumeurs qui couraient depuis plusieurs semaines.

## Identité visuelle (logo)

Logo de 1987 à 1993.
Logo de 1993 à 1997
Logo de 1997 à 1998.
Logo de 1998 à 2001.
Logo de 2009 à 2014.
Logo du 12 janvier au 10 avril 2015.
Logo depuis mars 2024

## Animateurs et animatrices

### Les présentateurs
- Du 13 décembre 1987 au 14 février 1988 : Max Meynier
- Du 21 février au 27 mars 1988 : Éric Galliano
- Du 3 avril au 10 juillet 1988 : Max Meynier
- Du 11 juillet 1988 au 9 novembre 1992 : Patrick Roy
- Du 10 novembre 1992 au 31 août 2001 : Philippe Risoli
- Du 27 juillet 2009 au 10 avril 2015 : Vincent Lagaf'[19]
- Depuis le 11 mars 2024[20] : Éric Antoine

### Les voix off
La voix off joue un rôle important pour l'arrivée de l'animateur sur le plateau, pour l'appel des candidats, et dans la présentation des cadeaux.
- De 1987 à 1990 : Harold Kay ;
- De 1990 à 1994 : Jean-Pierre Descombes ;
- De 1990 à 1992 en alternance puis de 1994 à 1998 : Pierre Nicolas ;
- De 1998 à 2001, se sont succédé Isabelle Benhadj, Myriam D'Arville et Pascal Argance ;
- De 2009 à 2011 : Gérard Vives (absent du 3 novembre au 17 décembre 2010 à la suite d'une chute de plusieurs mètres d'une pelle mécanique[22]), présent sur le plateau durant l'émission ;
- Du 3 septembre 2012 au 10 janvier 2014 : Monsieur le Baron, interprété par Jean-Marc Lancelot ;
- Du 12 janvier 2014 au 6 février 2015 : La « Maman » de Vincent Lagaf', interprétée par Philippe Rambaud (qui se déguise et contrefait sa voix) et présente sur le plateau ainsi que Cyrielle Joëlle (en voix off, début d'émission, rappel des gains et vitrine) ;
- Du 9 février 2015 au 10 avril 2015 : Philippe Rambaud, toujours dans le rôle de la « Maman », mais désormais en voix off avec un rôle réduit, beaucoup moins visible à l'écran (seulement sur quelques plans éloignés)[23]) et Cyrielle Joëlle (voix off) ;
- Du 11 mars 2024 au 27 septembre 2024 (+ semaines du 14 au 25 octobre 2024 et 4 au 8 novembre 2024): Vincent Piguet (remplacé par Trina Mac-Dinh du 15 au 19 juillet 2024[24]).
- Depuis le 30 septembre 2024 : Trina Mac-Dinh[25].

### Les hôtes et hôtesses
Les hôtes et hôtesses accompagnent les animateurs et les voix-off dans les jeux, et également pour la présentation des cadeaux :
- De 1987 à 1988 : Dominique Pivain, Sonia Fillaud, Pascale Denis, et Florence Fuget [26]
- De 1988 à 1995 : Dominique Pivain, Sonia Fillaud et Isabelle Delorme
- De 1995 à 1998 : Dominique Pivain, Sonia Fillaud, Kasia Krysińska et Frédérique Le Calvez,
- De 1998 à 2001 : Dominique Pivain, Frédérique Le Calvez, Cali Morales, Alexandra Kabi,et Nathalie Hermann

Pendant la période Vincent Lagaf', les hôtes et hôtesses s'appellent les Gafettes ou Gaffeurs
- Du 27 juillet 2009 au 10 janvier 2014 : Nadia Anebri (déjà présente dans Le Bigdil), Fanny Veyrac et Doris Rouesne.
- Du 12 janvier 2015 au 10 avril 2015 : Cyrielle Joëlle, Alice Llenas et Nikola Nerr.

Sous l'époque Éric Antoine, les hôtes s'appellent la Team Cadeaux
- Depuis le 11 mars 2024 : Caroline Abgoton et Julien Lassus

## Diffusions

### Diffusions sur TF1 de 1987 à 2001
De 1987 à 2001, l'émission a totalisé 4 743 épisodes :
- Du 13 décembre 1987 au 10 juillet 1988 : tous les dimanches à 14h20 ;
- Du 11 juillet 1988 au 4 mars 2001 : tous les jours aux environs de 12h30 de 1988 à 1993, 12h20 de 1993 à 1996,12h15 de 1996 à 2001 ;
- Du 5 mars au 31 août 2001 : du lundi au vendredi à 12h05 (à la suite de l’arrivée du week-end de Attention à la marche !).

### Diffusions sur TF1 de 2009 à 2015
Entre 2009 et 2015, l'émission est diffusée du lundi au vendredi à 19 h 05 avec Vincent Lagaf' et Gérard Vives jusqu'à 2011 et totalise 644 émissions, le 10 avril 2015.
- Du 27 juillet au 28 août 2009 : pour une session initiale de 24 émissions.
- Du 4 janvier au 14 mai 2010 : pour une session de 95 émissions.
- Du 18 octobre 2010 au 18 mars 2011 : pour une session de 110 émissions.
- Du 6 juin au 29 juillet 2011 : pour une session de 40 émissions.
- Du 26 septembre au 30 décembre 2011 : pour une session de 70 émissions.
- Du 3 septembre 2012 au 15 mars 2013 : pour une session de 140 émissions.
- Du 26 août 2013 au 10 janvier 2014 : pour une session de 100 émissions.
- Du 12 janvier au 10 avril 2015 : pour une session de 65 émissions.

### Diffusions sur M6 depuis 2024
L'émission est diffusée le lundi 11 mars 2024 au 1er juillet 2024 à 17 h 30, puis depuis le lundi 1er juillet 2024 à 18 h 30 avec Éric Antoine à l'animation à un rythme quotidien, du lundi au vendredi.
Entre le 29 juillet et 9 août 2024, l’émission est en mode rediffusion a cause des jeux olympiques qui se déroulent à paris.
- Du 11 mars au 1er juillet 2024 : du lundi au vendredi à 17H30 pour 80 émissions.
- Du 1er juillet au 26 juillet 2024 : du lundi au vendredi à 18H30 pour 20 émissions.
- Du 12 août 2024 au 29 novembre 2024 : du lundi au vendredi à 18H30 pour 80 émissions.
- Du 30 juin 2025 au ??? : du lundi au vendredi à 18H35 pour / émissions.

## Déroulement et règles
Le jeu consiste à évaluer correctement le prix de divers biens de consommation et se déroule en plusieurs étapes aux gains potentiels croissants.
En début d'émission, quatre candidats sont appelés du public par la voix-off, puis l'animateur arrive par une porte. Cette mise en scène reste de 1987 à 1998.
De 1998 à 2001, puis de 2009 à 2012, la même mise en scène que précédemment est utilisée, sauf que c'est l'animateur qui arrive en premier sur le plateau.
De novembre 2012 à avril 2015, les quatre premiers candidats sont déjà présents au pupitre au début de l'émission.

### Les estimations
Un cadeau de sélection est présenté aux quatre candidats.
Chacun, de gauche à droite (vue du téléspectateur), en commençant par le plus à gauche (première estimation) ou le dernier appelé (estimations suivantes), donne une seule estimation. Le plus proche du juste prix (sans le dépasser) remporte le cadeau et rejoint l'animateur. Si tout le monde est au-dessus du juste prix, un jingle retentit (De 1987 à 2001) et les estimations s'affichent en rouge (De 2009 à 2015) et l'animateur refait estimer jusqu'à ce qu'il y ait un gagnant.

### Les jeux
Le candidat sélectionné prend part à un jeu sur le plateau, durant lequel il prétend à des sommes d'argent ou à divers cadeaux.
Les jeux en question sont à la base des reprises des jeux (Pricing Games) de la version américaine The Price is Right, en place depuis 1972. Par la suite, Le Juste Prix créera des jeux spécifiquement français. Dans les deux cas, ils tournent toujours autour de l'estimation de prix de produits de consommation courante.
La version Lagaf' voit l'apparition progressive de jeux inspirés du Bigdil, puis de Pouch' le Bouton, émissions du même animateur, dans la rotation des jeux; et ce bien que l'on note de nouvelles adaptations de jeux américains ou la création de jeux spécifiquement Français. De plus, certains jeux de l'époque Risoli reprennent des éléments de jeux du Bigdil.
Que le candidat gagne ou perde à son jeu, il est automatiquement qualifié pour la manche de la Roue, à laquelle il prendra part plus tard dans l'émission.
Les listes ci-dessous présentent les différents jeux qui ont existé à travers les versions, et leurs équivalences, le cas échéant, à des jeux américains.

#### Version 1987-1998
- Les 10 Billets (Lucky Seven)
- Les 3 Croix (Secret X)
- Les 3 Tiers (Money Game)
- Les 30 secondes (Clock Game)
- La Balle Perdue (Shell Game)
- Le Bouche-Trou (Switcheroo)
- La Caisse Enregistreuse (Grocery Game)
- Les Clefs de la Fortune (Master Key)
- Le Coup de Poing (Punch-A-Bunch)
- Le Coup Double (Swap Meet)
- Le Couplé (Take 2)
- Le Dessus-Dessous (Hi-Lo)
- Le Fakir (Plinko)
- Le Fric-Frac (Safe Crackers)
- Le Grand Prix (Race Game)
- Le Jeu de Cartes (Card Game)
- Le Jeu de Dés (Dice Game)
- Le Joker (Joker)
- La Main dans le sac (3 strikes)
- Le Mini-Golf (Hole in One)
- Le Prix Interdit (Danger Price)
- Le Quitte ou Double (It's in the bag)
- Le Téléphone en Or (Phone Home Game)
- La Tirelire (Any Number)
- Le Tyrolien (Cliff Hangers)
- Le Vrai ou Faux (5 Price Tags)
- Le Zéro de Plus (Grand Game)

#### Version 1998-2001
- Les 10 Billets (Lucky Seven)
- Les 3 Croix (Secret X)
- Les 3 Tiers (Money Game)
- Les 30 Secondes (Clock Game)
- Le 50-50 (Création française)
- L'Alarme Fatale (Création française)
- La Balle au Centre (On the Nose)
- La Balle Perdue (Shell Game)
- Le Baromètre (Range Game)
- Le Bouche-Trou (Switcheroo)
- Le Bowling (Création française)
- La Caisse Enregistreuse (Grocery Game)
- Les Cerceaux (Création française)
- Le Ciné Quiz (Création française)
- Les Clefs de la Fortune (Master Key)
- Le Code Barre (Création française)
- Le Coup de Poing (Punch-A-Bunch)
- Le Coup Double (Swap Meet)
- Le Couplé (Take Two)
- Le Dessus-Dessous (Hi Lo)
- Le Distributeur (Création française)
- Le Doublé Gagnant (Pick-A-Pair)
- La Douche Écossaise (Shower Game)
- Le Fakir (Plinko)
- Les Fléchettes (Création française)
- Le Fric-Frac (Safe Crackers)
- Le Grand Damier (Pathfinder)
- Le Grand Prix (Race Game)
- Le Grand Voyage (Création française)
- Le Jeu de Cartes (Card Game)
- Le Jeu de Dés (Dice Game)
- Le Joker (Joker)
- Le Juke-Box (Création française)
- Le Lancer Franc (On the Nose)
- La Ligne de Crédit (Credit Card)
- La Main dans le sac (Three Strikes)
- Le Méli-Mélo (Ten Chances)
- Le Mini-Golf (Hole in One)
- Le Oui ou Non (Création française)
- La Pochette Surprise (Fortune Hunter)
- Le Prix Interdit (Danger Price)
- Le Quitte ou Double (It's in the Bag)
- Le Roulé Boulé (Let'Em Roll)
- La Superballe (Superball)
- La Tentation (Temptation)
- Le Téléphone en Or (Phone Home Game)
- La Tirelire (Any Number)
- Les Tirs au But (On the Nose)
- Le TV Quiz (Création française)
- Le Tyrolien (Cliff Hangers)
- Le Va-et-vient (Make your Move)
- Le Vrai ou Faux (Five Price Tags)
- Le Zéro de Plus (Grand Game)
- Un de plus, un de moins (One Away)

#### Version 2009-2015
- C'est trop ! Stop (That's Too Much)
- Des Chiffres et des prix (Cover Up)
- Les 3 croix
- Les 3 Tiers
- Les 7 Billets (anciennement Les 10 Billets)
- Les 10 chances (Ten Chances), anciennement connu en France sous le nom de Méli-Mélo.
- L'Alarme Fatale
- Le Ball-in (création française)
- La Balle au Centre
- La Balle Perdue
- La Brique au prix (Adapté du Bigdil)
- Le Baromètre
- Le Bouche-Trou
- La Boule qui Roule (création française)
- Le Bowling
- La Caisse enregistreuse
- Les Clefs de la Fortune
- La Douche écossaise
- Le Coup de poing
- Le Dessus Dessous
- Le Doublé Gagnant
- Le Fakir
- Les Fléchettes
- Le Flipper (création française)
- Le Fric-Frac
- Les Fromages (Jeu sur écran tactile)
- Le Grand Prix
- Le Gratte Gratte ("Double Digits")
- Le Joker
- Le Juke-Box
- Le Labyrinthe électrique (anciennement Le Labyrinthe) (création française)
- Le Lancer Franc
- La Main dans le Sac
- Le Mini-Bar (Adapté du Bigdil)
- Le Mini-Golf
- Le Mur de ballons (Adapté du Bigdil)
- La Pétanque (initialement joué sur la plage du Juste Prix) (adapté du Bigdil)
- La Pochette Surprise
- Le Pousse dés dés (Push Over)
- Le Prix de la vérité (variante du Vrai ou faux)
- Le Prix en Boîte (adapté d'un jeu du Bigdil)
- Le Prix Qui Pète (anciennement Le Prix Suspendu)
- Le Prix Sélectif (création française)
- La Pluie de ballons (création française)
- Le Quitte ou Double
- Les Ré-Citations (anciennement connu sous le nom Les Citations) (création française)
- Le Roulé-Boulé
- Le Super - Bonus (similaire à un jeu du Bigdil)
- La Tournée du Patron (Triple Play)
- Les Tirs au But
- La Tirelire
- Le TV Quiz
- Le Tyrolien
- Le Vrai ou Faux
- Le Zéro de Plus
- Quel Chantier ! (adapté du Bigdil)
- Quelles couleurs ? (adapté de Pouch' le Bouton)

Nouveaux jeux version 2015 :
- Les pas du gain (adaptation du jeu américain Pathfinder et anciennement connu sous le nom français de Grand Damier)
- Le couloir laser (reprend le décor du Fric-Frac, avec un tout nouveau principe) (adapté du Bigdil)
- Le monde à l'envers (adapté d'un jeu du Bigdil)
- Le Goling (mélange entre le mini-golf et le bowling)
- Le Photomaton (anciennement joué en duel) (adapté du Bigdil)
- Boum ! (jeu sur l'écran tactile) (création française)
- Les échelles (adapté du Bigdil)
- Le Ping-Pong (anciennement joué en duel)
- Le prix des stars (uniquement joué lors de la spéciale « Beaux Gosses »)
- Le temps c'est de l'argent (adaptation du jeu américain Time is Money)
- Des étages et des prix (adaptation du jeu américain Pay the Rent)
- Le prix au kilo (adaptation du jeu américain Double Prices, joué pour 3 cadeaux dans la version française)
- Le Skate-Park (jeu sur l'écran tactile) (création française)
- Qui s'y frotte s'y pique (jeu sur le concept du Bigdil)
- La danse synchro (joué lors de la spéciale « Disco » et « Carnaval ») (adapté du Bigdil)
- Les discos d'or (uniquement joué lors de la spéciale « Disco »)
- Le Bon masque (uniquement joué lors de la spéciale « Carnaval »)
- À 1 dent près (reprise de Pouch' le bouton, auparavant joué en duel)

#### Version 2024-2025
- Les 10 Chances
- Les 3 Croix
- Les 30 Secondes
- L'Addition
- La Balle Perdue
- Le Basket-Ball (anciennement Le Lancer Franc)
- Le Bouche-Trou
- Le Bowling
- La Caisse Enregistreuse
- Le Chamboule-Tout
- Les Clefs de la Fortune
- Le Coup de Poing
- Le Coup de Poker d'Éric (anciennement Le Jeu de Cartes)
- Le Dé Mystère ( Pendant l'été 2024, juste après la roue du lundi au jeudi )
- Le Dessus-Dessous
- Le Fakir
- Le Grand Prix
- Le Gros KDO
- Le Lancer de Dés (anciennement Le Jeu de Dés)
- La Main dans le Chapeau (anciennement La Main dans le Sac)
- Le Mini-Golf
- Le Moitié-Moitié
- Le Pousse Prix
- Le Quitte ou Double
- Le Roulé-Boulé
- La Ruée vers l'Or
- Le Temps C'est de l'Argent
- La Tête dans les Nuages
- Le Tir au But (anciennement Le baby-foot)
- La Tirelire
- Le Tyrolien
- Le Vrai ou Faux

### La roue
Le but de cette épreuve est de réaliser le score le plus élevé à partir d'une roue composée de 20 sections portant des chiffres allant de 5 en 5 et entre 5 et 100, répartis dans le désordre. Le candidat fait tourner la roue une première fois. Si le score lui paraît insuffisant, il la fait tourner une deuxième fois, mais les deux scores sont additionnés dans ce cas. Le candidat ayant fait le plus grand nombre va en finale. Cependant, si le candidat dépasse 100 (de 105 à
195), il a perdu. En cas d'égalité, les candidats concernés relancent la roue une seule fois et ce jusqu'à ce qu'il y ait un finaliste.
La roue a subi divers coups de peinture tout au long de l'histoire de l'émission. Elle n'avait pas de curseur mobile jusqu'en 1998. Dans la version présentée par Vincent Lagaf', la roue se compose ainsi :
Lors de l'arrivée du jeu sur M6, l'ordre des cases de la roue est modifiée. Les couleurs vont du bleu ciel pour les cases les plus basses au rouge pour les cases les plus importantes, le 100 étant une case dorée avec le texte en rouge. La roue se compose comme suit : 
Entre 1987 et 1998, la roue est présente en permanence sur le plateau. Lors du changement de décor en 1998, elle sera apportée sur le plateau, via l'écran géant, au moment où les candidats la tournent.
À partir du 31 août 1998, la nouvelle roue conserve les mêmes règles avec un seul tour par candidat à partir de la case 100. En 1999, la roue prend la règle de la version américaine et adopte deux tours de roue par candidat. Celui-ci ne gagne la cagnotte que s'il fait 100 à son premier lancer. Le système étant devenu trop compliqué avec la cagnotte, celle-ci est rapidement remplacée par un cadeau à gagner, annoncée avant la roue, là encore pour un 100 au premier lancer. Malgré cela, le deuxième lancer finira par disparaître pour revenir à la règle initiale. Le cadeau à gagner survivra jusqu'à l'arrêt de l'émission en 2001.
Le 17 août 2009, la roue n'a pas fait un tour complet, mais personne ne l'a remarqué.

### La vitrine
Le principe de cette finale est d'estimer le montant de la vitrine composée de cadeaux d'une valeur importante.
Deux candidats jouent pour la même vitrine, intégralement rappelée avant. Chacun doit de son côté, dans un laps de temps donné, estimer celle-ci par écrit. Après cela, l'animateur révèle les deux estimations, puis le juste prix, et c'est celui qui s'en rapproche le plus sans le dépasser qui remporte la vitrine. Un candidat qui surestime la vitrine perd d'office. En cas de double surestimation, personne ne gagne.
De 2009 à 2015, la finale se déroule à la manière des jeux des 30 secondes et du Grand Voyage. Le ou la finaliste dispose d'un temps limité (30 secondes de juillet 2009 à mars 2013, puis 25 secondes d'août 2013 à avril 2015) pour déterminer le prix de la vitrine à l'euro près.
De mars 2024 à juin 2024, la vitrine se déroule uniquement le vendredi. La seule différence de la version de M6 par rapport aux précédentes sur TF1 est qu'il n'y a plus de vitrines quotidiennes, mais une vitrine hebdomadaire, comme dans la version des années 1990-2000. Les candidats ayant réalisé le plus haut score à la roue les jours précédents se qualifient pour la finale du vendredi. Le jour de l'épreuve finale de l'estimation de la vitrine, les 2 candidats ayant réalisé le plus haut score à la roue rejoignent Éric Antoine vers le buzzer sur l'écran géant situé au fond à gauche du plateau.
À partir du 1er juillet 2024, la vitrine se joue seul. Les règles sont simples : trouver le juste prix de la vitrine avec un temps limité de 25 secondes.

## Produits dérivés
Deux jeux de société ont été créés : le premier, édité par Idéal, est sorti en 1990, et le second, de TF1 Games et Dujardin, est sorti en septembre 2010. Cette seconde version du jeu de société est offerte aux candidats qui échouent à la vitrine à partir du 18 octobre 2010. Il existe aussi quelques pin's représentant le logo de l'émission de 1987 à 1993

## Audiences

### Version 1987 - 2001
Le Juste Prix était autrefois le jeu qui réalisait les plus fortes parts de marché de la télévision française, avec entre 45 et 65 % du public chaque midi. Le nombre de téléspectateurs tournait autour de 7,5 millions vers 1993, alors qu'en l'an 2000, il réunissait encore 5,5 millions de téléspectateurs.
Au moment de l'arrêt de l'émission en août 2001, celui-ci enregistrait encore de bonnes audiences tous les midis avec près de 4 millions de fidèles et environ 35 % de part de marché.

### Version 2009 - 2015
Pour son retour après huit ans d'absence, la première émission du Juste Prix, nouvelle version, diffusée le lundi 27 juillet 2009 à 19:05, a réalisé une très bonne audience en réunissant plus de 5,6 millions de téléspectateurs, pour 38,7 % de part de marché. Sur la cible des ménagères de moins de 50 ans, la part d'audience s'élève à 45,8 %, sur les 4-14 ans 41,6 %, sur les 15-24 ans 56,9 % et sur les 15-34 ans 50,2 % de part de marché. Il est à noter qu'à 19 h 47, moment où la candidate Aline a remporté la première vitrine, un pic d'audience à 7 337 000 téléspectateurs a été évalué. Ce retour du Juste Prix a battu le dernier record d'audience estivale en access prime-time, enregistré le 30 août 2013[réf. nécessaire].
La huitième saison diffusée du 12 janvier au 10 avril 2015 rassemble 3,8 millions de téléspectateurs en moyenne soit 19% de part d'audience. Cette saison enregistre un faible score de 16% en moyenne sur la cible des femmes responsables des achats moins de 50 ans provoquant un manque à gagner pour la chaîne. Le jeu subit des aménagements en cours de diffusion pour retirer des interventions de la « Maman », nouveau personnage mal reçu par le public, et réduire la durée du programme,,.